# All the Good Girls Go to Hell
All the Good Girls Go to Hell är en låt framförd av den amerikanska sångerskan Billie Eilish. Låten skrevs av Eilish och hennes bror Finneas O'Connell. Den återfinns på albumet When We All Fall Asleep, Where Do We Go?.
Låten har streamats över 311 miljoner gånger på Spotify.

## Musikvideon
Låtens musikvideo laddades upp på YouTube den 4 september 2019 och hade visats över 136 miljoner gånger den 23 maj 2020.